# Amphoe Borabue
Borabue (thailandese: บรบือ, bɔ̄ː.rā.bɯ̄ː) è un distretto (amphoe) nella parte centrale della provincia di Maha Sarakham, Thailandia del Nordest.

## Geografia fisica
I distretti confinanti sono (a partire dal nord, in senso orario) Kosum Phisai, Mueang Maha Sarakham, Wapi Pathum, Na Chueak, e Kut Rang.

## Storia
Nel 1897 il distretto è stato costituito e successivamente chiamato Patchim Sarakham (ปจิมสารคาม). Nel 1913 è stato rinominato in Thakhon Yang (ท่าขรยาง). Nel 1914 il governatore del Maha Sarakham ha, infine, stabilito il nome di Borabue (inizialmente บ่อระบือ, successivamente abbraviato in บรบือ).

## Amministrazione
Il distretto è diviso in 15 subdistretti (tambon), che sono a loro volta suddivisi in 203 villaggi (muban). Borabue è un municipio di subdistretto (thesaban) che copre parte dei tambon di Borabue. 
| No. | Nome          | Nome thailandese | Villaggi | Pop.   |  |
| --- | ------------- | ---------------- | -------- | ------ |  |
| 1.  | Borabue       | บรบือ             | 16       | 14,026 |  |
| 2.  | Bo Yai        | บ่อใหญ่            | 17       | 13,275 |  |
| 4.  | Wang Chai     | วังไชย            | 10       | 5,004  |  |
| 5.  | Nong Muang    | หนองม่วง          | 13       | 6,489  |  |
| 6.  | Kamphi        | กำพี้              | 15       | 6,979  |  |
| 7.  | Non Rasi      | โนนราษี           | 13       | 7,299  |  |
| 8.  | Non Daeng     | โนนแดง           | 19       | 11,732 |  |
| 10. | Nong Chik     | หนองจิก           | 20       | 9,319  |  |
| 11. | Bua Mat       | บัวมาศ            | 9        | 3,580  |  |
| 13. | Nong Khu Khat | หนองคูขาด         | 16       | 6,369  |  |
| 15. | Wang Mai      | วังใหม่            | 10       | 4,836  |  |
| 16. | Yang          | ยาง              | 15       | 4,010  |  |
| 18. | Nong Sim      | หนองสิม           | 10       | 5,521  |  |
| 19. | Nong Ko       | หนองโก           | 10       | 5,669  |  |
| 20. | Don Ngua      | ดอนงัว            | 10       | 4,148  |  |

I numeri mancanti sono tambon che adesso formano il distretto Kut Rang.